# Odontochilus
Odontochilus – rodzaj roślin z rodziny storczykowatych (Orchidaceae). Obejmuje 70 gatunków występujących w Azji Południowo-Wschodniej i Oceanii w takich krajach i regionach jak: Asam, Bangladesz, Archipelag Bismarcka, Borneo, Chiny, Himalaje, Fidżi, Hajnan, Japonia, Korea Południowa, Kuryle, Laos, Malezja Zachodnia, Moluki, Mjanma, Riukiu, Nepal, Nowa Kaledonia, Nowa Gwinea, Filipiny, Samoa, Wyspy Salomona, Celebes, Sumatra, Tajwan, Tajlandia, Tybet, Vanuatu, Wietnam.

## Systematyka
Rodzaj sklasyfikowany do podplemienia Goodyerinae w plemieniu Cranichideae, podrodzina storczykowe (Orchidoideae), rodzina storczykowate (Orchidaceae), rząd szparagowce (Asparagales) w obrębie roślin jednoliściennych.
Wykaz gatunków
- Odontochilus acalcaratus (Aver.) Ormerod
- Odontochilus asraoa (J.Joseph & Abbar.) Ormerod
- Odontochilus aureus Aver.
- Odontochilus bakhimensis (D.Maity, N.Pradhan & Maiti) T.Yukawa
- Odontochilus bilobuliferus (J.J.Sm.) T.Yukawa
- Odontochilus bisaccatus (Hayata) Hayata ex T.P.Lin
- Odontochilus brevistylis Hook.f.
- Odontochilus buruensis Ormerod & Juswara
- Odontochilus chalmersii (Schltr.) T.Yukawa
- Odontochilus chinensis (Rolfe) T.Yukawa
- Odontochilus clarkei Hook.f.
- Odontochilus coerulescens (Schltr.) J.M.H.Shaw
- Odontochilus crispus (Lindl.) Hook.f.
- Odontochilus degeneri L.O.Williams
- Odontochilus drymoglossifolius (Hayata) T.Yukawa
- Odontochilus duplex (Holttum) Ormerod
- Odontochilus elongatus (Blume) J.M.H.Shaw
- Odontochilus elwesii C.B.Clarke ex Hook.f.
- Odontochilus fimbriatus (J.J.Sm.) J.M.H.Shaw
- Odontochilus gilesii (Ormerod) T.Yukawa
- Odontochilus glaber (Blume) T.Yukawa
- Odontochilus gracilis (Blume) T.Yukawa
- Odontochilus grandiflorus (Lindl.) Benth. ex Hook.f.
- Odontochilus guangdongensis S.C.Chen, S.W.Gale & P.J.Cribb
- Odontochilus hasseltii (Blume) J.J.Wood
- Odontochilus hatumetensis (J.J.Sm.) J.M.H.Shaw
- Odontochilus hatusimanus Ohwi & T.Koyama
- Odontochilus hydrocephalus (J.J.Sm.) J.J.Wood
- Odontochilus integrus (Fukuy.) T.Yukawa
- Odontochilus japonicus (Rchb.f.) T.Yukawa
- Odontochilus javanicus (J.J.Sm.) T.Yukawa
- Odontochilus kinabaluensis (Carr) T.Yukawa
- Odontochilus lanceolatus (Lindl.) Blume
- Odontochilus longiflorus (Rchb.f.) Benth. & Hook.f. ex Drake
- Odontochilus macranthus Hook.f.
- Odontochilus marivelensis Ormerod & Cootes
- Odontochilus mindanaensis (Ames) J.M.H.Shaw
- Odontochilus montanus (Schltr.) J.M.H.Shaw
- Odontochilus muricatus (J.J.Sm.) T.Yukawa
- Odontochilus nakaianus (F.Maek.) T.Yukawa
- Odontochilus nandae Raskoti & Kurzweil
- Odontochilus nanlingensis (L.P.Siu & K.Y.Lang) Ormerod
- Odontochilus napoensis H.Tang & Y.F.Huang
- Odontochilus occultus (Blume) J.M.H.Shaw
- Odontochilus papuanus (J.J.Sm.) T.Yukawa
- Odontochilus pectinifer (Schltr.) J.M.H.Shaw
- Odontochilus perpusillus (Ames) T.Yukawa
- Odontochilus philippinensis (Ames) J.M.H.Shaw
- Odontochilus poilanei (Gagnep.) Ormerod
- Odontochilus puberulus (Schltr.) J.M.H.Shaw
- Odontochilus pubescens (Blume) J.M.H.Shaw
- Odontochilus pumilus Hook.f.
- Odontochilus putaoensis X.H.Jin, L.A.Ye & A.T.Mu
- Odontochilus quadrilobatus (Schltr.) T.Yukawa
- Odontochilus rajanus (J.J.Sm.) T.Yukawa
- Odontochilus reniformis (Hook.f.) Ormerod
- Odontochilus saprophyticus (Aver.) Ormerod
- Odontochilus seranicus (J.J.Sm.) T.Yukawa
- Odontochilus serriformis (J.J.Sm.) J.J.Wood
- Odontochilus sibelae (Ormerod) T.Yukawa
- Odontochilus spicatus (Blume) J.M.H.Shaw
- Odontochilus tashiroi (Maxim.) Makino
- Odontochilus tetrapterus (Hook.f.) Av.Bhattacharjee & H.J.Chowdhery
- Odontochilus tortus King & Pantl.
- Odontochilus tsukusianus (Masam.) T.Yukawa
- Odontochilus umbrosus (Aver.) Ormerod
- Odontochilus uniflorus (Blume) H.A.Pedersen & Ormerod
- Odontochilus urceolatus (Tang & K.Y.Lang) T.Yukawa
- Odontochilus whiteheadii (Rendle) T.Yukawa
- Odontochilus yakushimensis (Yamam.) T.Yukawa